# 雪竇山
雪窦山，海拔約800米（2,600英尺），位於中國浙江省寧波市奉化區溪口鎮，為四明山脈支脈的最高峰。山中景點包括雪竇寺、御書亭、千丈岩、三隱潭、徐凫岩及妙高台等。

## 雪竇寺
雪竇寺全稱「雪竇資聖禪寺」，始建於晉朝，為禪宗名剎，也是「布袋和尚」彌勒佛的道場。

## 妙高台

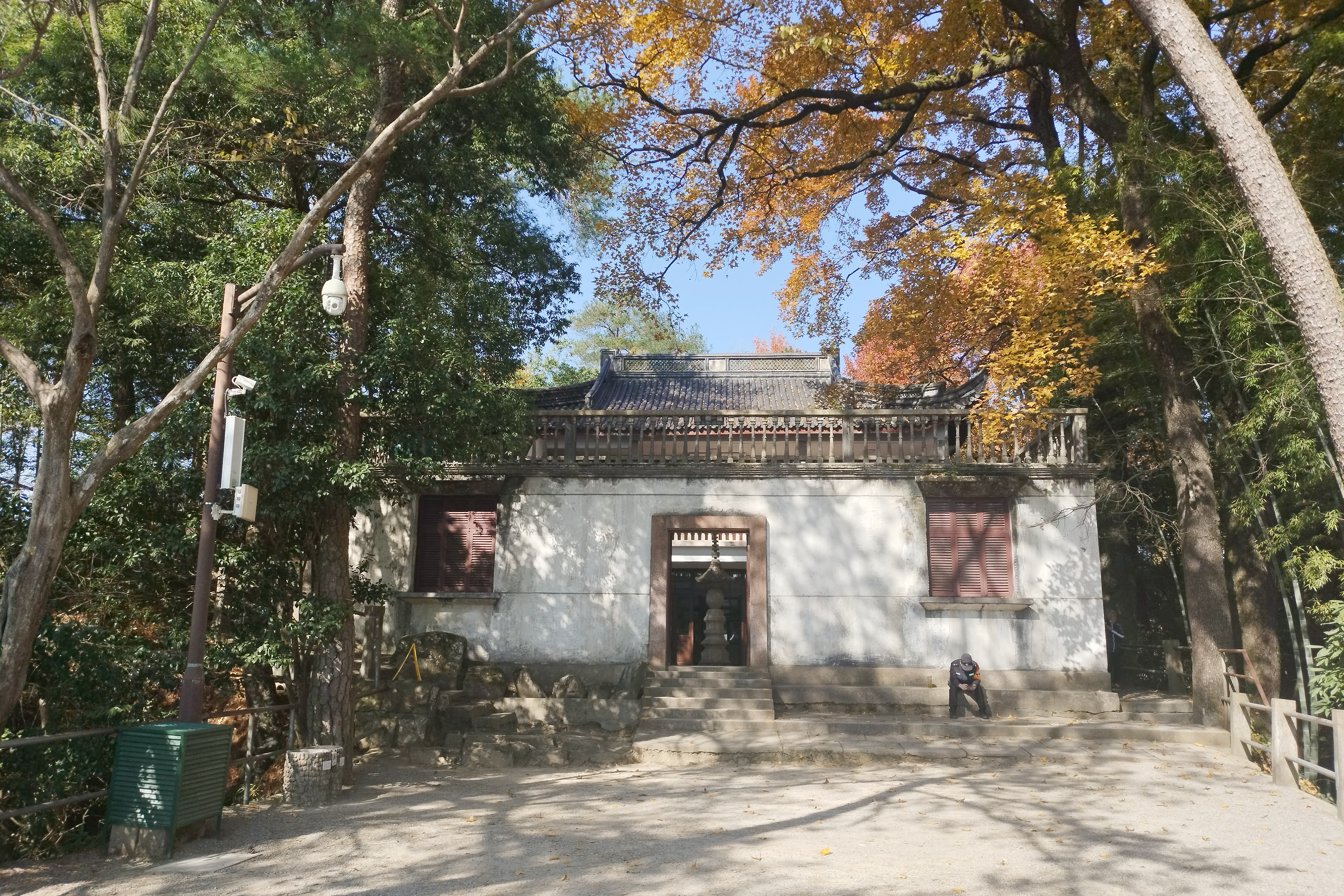
妙高台

妙高台距千丈岩約500公尺，峰頂突起，可俯瞰群山。蔣介石曾在此興建別墅並親題「妙高台」，建築採中式佈局，主樓三開間兩層，前設天井，側翼平房相連，後有圍牆圍合成院。